# Safropallene longimana
Safropallene longimana is een zeespin uit de familie Callipallenidae. De soort behoort tot het geslacht Safropallene. Safropallene longimana werd in 1988 voor het eerst wetenschappelijk beschreven door Arnaud & Child. 